# Jet Kok
Jet Kok (Hoogland, 17 juli 2004) is een Nederlands volleybalspeelster. Kok kwam in Nederland uit voor Prima Donna Kaas Huizen, Capelle en VC Zwolle. Sinds 2024 komt ze uit voor SV Dynamo.

## Carrière
Kok begon met volleyballen bij de lokale volleybalclub Forza Hoogland in haar geboorteplaats. Met Prima Donna Kaas Huizen kwam ze uit in de Topdivisie. Op zestienjarige leeftijd maakte ze de overstap naar Capelle. In 2022 maakte ze de overstap naar competitiegenoot VC Zwolle. Hier draaide ze mee in de top van de Eredivisie. Met de Zwollenaren haalde Kok de finale van de Nederlandse beker. Deze ging echter met 1-3 verloren tegen VV Apollo 8. Diezelfde maand maakte Kok in navolging van ploeggenoten Sanne Konijnenberg en Veerle Buchwald de overstap naar SV Dynamo. Kok zal dit combineren met volgen van een hybride trainingsprogramma van Nevobo op Sportcentrum Papendal.